# خوسيه رويث بلازكو
خوسيه رويث (بالإسبانية: José Ruiz y Blasco)‏، (1838،مالقة - 1913، برشلونة)، هو والد الفنان التشكيلي الكبير بابلو بيكاسو وزوج ماريا بيكاسو، كان يعمل أستاذا للرسم والتصوير في إحدى مدارس الرسم وكذلك كان أمينا للمتحف المحلي وقد تخصص في رسم الطيور والطبيعة وكان أجداد رويث من الطبقة الأرستقراطية إلى حد ما.